# ايير (أيير)
ايير هي إحدى مشيخات المملكة المغربية، تتبع جغرافيا لإقليم آسفي وإداريًا لأيير. يقدر عدد سكانها بـ 7195 نسمة حسب الإحصاء الرسمي للسكان والسكنى لسنة 2004.